# Vương Hỗ Ninh
Vương Hỗ Ninh (tiếng Trung phồn thể: 王滬寧, tiếng Trung giản thể: 王沪宁, bính âm Hán ngữ: Wáng Hùníng, sinh ngày 6 tháng 10 năm 1955) là nhà lý luận chính trị, chính trị gia nước Cộng hoà Nhân dân Trung Hoa. Ông là lãnh đạo cấp quốc gia, Ủy viên Ban Thường vụ Bộ Chính trị Đảng Cộng sản Trung Quốc khóa XX, khóa XIX, hiện là Chủ tịch Chính hiệp Trung Quốc, vị trí thứ tư của Thường vụ Bộ Chính trị. Ông từng là Bí thư thứ nhất Ban Bí thư, đứng vị trí thứ năm Thường vụ Bộ Chính trị; ngoài ra đảm nhiệm các chức vụ trung ương khác như Chủ nhiệm Ủy ban chỉ đạo Kiến thiết văn minh tinh thần Trung ương, Chủ nhiệm Văn phòng Nghiên cứu chính sách Trung ương.
Vương Hỗ Ninh là nhà lý luận đứng đầu của Đảng Cộng sản Trung Quốc, đóng góp lớn cho cả ba luận thuyết của Đảng Cộng sản gồm thuyết "Ba đại diện" của nhà lãnh đạo Giang Trạch Dân, "Quan điểm phát triển khoa học" của nhà lãnh đạo Hồ Cẩm Đào và "Giấc mộng Trung Quốc" của lãnh tụ Tập Cận Bình. Ông được giới truyền thông và chính trị quốc tế gọi là "quốc sư" của Đảng Cộng sản Trung Quốc, nhà lý luận cho ba thời kỳ của ba nhà lãnh đạo quốc gia tối cao Giang Trạch Dân, Hồ Cẩm Đào và Tập Cận Bình, được quốc tế nhìn nhận là "túi khôn cấp cao nhất Trung Nam Hải".

## Thân thế và giáo dục
Tên của Vương, "Hỗ Ninh", nghĩa gốc là thành phố Thượng Hải yên ổn (Hỗ, tên gọi tắt của Thượng Hải, Ninh trong chữ an ninh). Quê quán sinh trưởng của tổ tiên Vương Hỗ Ninh ở thành phố Lai Châu (trước là huyện Dịch), tỉnh Sơn Đông, nhưng ông ra đời ở thành phố Thượng Hải, là giáo thụ, thạc sĩ luật pháp học chuyên ngành chính trị quốc tế của Đại học Phục Đán.

## Kinh nghiệm từng trải những năm đầu
Năm 1974, Vương Hỗ Ninh được thôi tiến đến Học viện ngoại ngữ Đại học Sư phạm Thượng Hải (nay Đại học Sư phạm Hoa Đông) học tập Pháp ngữ, sau đó đảm trách công việc nghiên cứu ở Viện Khoa học xã hội Thượng Hải. Năm 1978 thi đậu vào Đại học Phục Đán thạc sĩ nghiên cứu sinh hệ chính trị quốc tế, năm 1981 đạt được học vị thạc sĩ luật pháp học. Sau khi tốt nghiệp, Vương Hỗ Ninh ở lại trường đảm đương giáo chức, nhiều lần đảm nhiệm Giáo thụ, Phó giáo thụ, thầy giáo dạy học hệ chính trị quốc tế Đại học Phục Đán, chủ nhiệm hệ chính trị quốc tế, viện trưởng Học viện Luật pháp học Đại học Phục Đán; khoảng thời gian đó, ông từng làm học giả thỉnh giảng (visiting scholar) ở Đại học Iowa Mĩ Quốc, Đại học California phân hiệu Berkeley.

## Túi trí khôn lí luận
Vương Hỗ Ninh đã là học giả trẻ tuổi tri danh của giới học thuật vào niên đại 80 thế kỉ XX, thời điểm đó Vương trở thành nhân vật mặt bìa của tạp chí thời sự "Bán nguyệt đàm", đồng thời nhận được sự quan tâm chú ý của những người quan sát trong bộ tuyên truyền Uỷ viên hội thành phố Thượng Hải Đảng Cộng sản Trung Quốc, từng tham gia vào công tác khởi thảo văn hiến lí luận trọng yếu của Trung ương Đảng Cộng sản Trung Quốckể từ Đại hội đại biểu toàn quốc lần thứ XIII Đảng Cộng sản Trung Quốc. Năm 1993, Vương Hỗ Ninh dẫn đạo đội biện luận Đại học Phục Đán, tham gia "Cuộc thi tài biện luận tiếng Hoa quốc tế giữa các trường đại học và học viện chuyên khoa" ở Singapore đoạt quán quân và thành danh. Năm 1995, dưới sự dốc sức tiến cử của Ngô Bang Quốc, Tăng Khánh Hồng, mà cả hai đều duy trì mối quan hệ gần gũi với Lãnh tụ Giang Trạch Dân, ông Vương được bổ nhiệm vào các cơ quan Trung ương Đảng, nhậm chức Tổ trưởng Tổ chính trị, Phòng nghiên cứu chính sách Trung ương Đảng Cộng sản Trung Quốc; tháng 4 năm 1998, Vương thăng nhiệm thành phó chủ nhiệm; cuối cùng ông được thăng lên làm Chủ nhiệm vào năm 2002. Ông từng tham gia, soạn thảo ra các lí luận miêu thuật trọng đại là "Ba đại diện", "Quan niệm phát triển khoa học". Ông được biết như là túi trí khôn lí luận trọng yếu của cấp cao Trung Quốc ở thời đại Giang Trạch Dân và Hồ Cẩm Đào. 
Tháng 10 năm 2007, trong Hội toàn Trung ương lần I khoá XVII Đảng Cộng sản Trung Quốc, Vương Hỗ Ninh được tuyển cử làm Bí thư Ban Bí thư Trung ương. Ông bắt đầu đi cùng Lãnh tụ Hồ Cẩm Đào trong các chuyến đi nước ngoài và đóng vai trò chủ đạo trong việc khởi thảo tư tưởng "Quan niệm phát triển khoa học" mà do Hồ Cẩm Đào đề xuất. Tháng 11 năm 2012, trong Hội toàn Trung ương lần thứ nhất khoá XVIII Đảng Cộng sản Trung Quốc, ông tiến vào Bộ Chính trị Trung ương, trở thành Chủ nhiệm đầu tiên của Phòng Nghiên cứu chính sách Trung ương Trung Quốc nắm giữ một ghế trong uỷ hội cầm quyền ưu tú. Sau khi Tập Cận Bình lên nắm quyền Tổng Bí thư Đảng Cộng sản Trung Quốc vào tháng 11 năm 2012, ông Vương đã nuôi dưỡng mối quan hệ mật thiết với Tập, một lần nữa nổi lên như một thành viên trung tâm của đoàn tuỳ tòng Tập Cận Bình trong các chuyến đi quốc tế mà lần gần nhất đây là Hội nghị G20 ở Hamburg, Đức. Ông được coi là một trong những người cố vấn thân cận nhất của Tập. Báo Mĩ còn gọi ông Vương là "Kissinger của Trung Quốc", hàm ý không chỉ giúp ông Tập về lí luận, mà còn lập ra chiến lược đối ngoại cho Trung Quốc.

## Lãnh đạo cấp quốc gia
Ngày 25 tháng 10 năm 2017 tại Hội nghị toàn thể lần thứ nhất Ủy ban Trung ương khoá XIX Đảng Cộng sản Trung Quốc, Vương Hỗ Ninh được bầu vào Ban Thường vụ Bộ Chính trị Đảng Cộng sản, một trong 7 người nắm quyền lãnh đạo tối cao tại Cộng hòa Nhân dân Trung Hoa. Sau đó, ông được phân công làm Bí thư thứ nhất Ban Bí thư. Một nhiệm kỳ sau, tại Đại hội Đảng Cộng sản Trung Quốc lần thứ XX, ông tái đắc cử Thường vụ Bộ Chính trị, ở vị trí thứ tư, rồi được bầu làm Chủ tịch Ủy ban Toàn quốc Hội nghị Hiệp thương Chính trị Nhân dân Trung Quốc vào ngày 10 tháng 3 năm 2023, kế nhiệm Uông Dương.

## Câu chuyện hôn nhân
Ngày 25 tháng 10 năm 2017, tờ Nhật báo Quả táo (Apple Daily Hồng Công) tiết lộ câu chuyện bí mật hôn nhân của ông Vương Hỗ Ninh. Thông tin chỉ ra, người vợ đầu Chu Kì (周琪) của ông Vương Hỗ Ninh có cha là quan to Bộ Quốc an, hai người ngoài mặt như thân thiết nhưng mà trong lòng giả dối, sau khi Vương và Chu vào Trung Nam Hải họ âm thầm kết hôn nhưng không có con. Hiện nay Chu Kì là nghiên cứu viên tại Sở Nghiên cứu Mĩ Quốc thuộc Viện Khoa học xã hội Trung Quốc.
Người vợ 2 là bà Tiếu Giai Linh (肖佳灵), người Hồ Nam, nhỏ hơn Vương Hỗ Ninh 10 tuổi, từng là học sinh của ông Vương. Họ cũng kết hôn bí mật vào năm 1998. Sau khi kết hôn, bà Tiếu được cử đi Đại học Tokyo Nhật Bản nghiên cứu sau tiến sĩ, không ngờ bị cơ cấu tình báo Nhật Bản theo dõi, muốn lợi dụng. Sự việc bị Bộ Quốc an Trung Quốc phát hiện, sau khi báo cáo Bắc Kinh mới biết bà Tiếu Giai Linh là vợ của ông Vương Hỗ Ninh, sự kiện gây kinh động Trung Nam Hải, lệnh cho bà Tiếu gấp rút về nước. Hiện nay bà Tiếu Giai Linh là Phó Giáo sư Học viện sự vụ công cộng và Quan hệ quốc tế Đại học Phục Đán. Người vợ 3 là một người đẹp ở Thanh Đảo tỉnh Sơn Đông, nhỏ hơn Vương Hỗ Ninh 30 tuổi. Tính danh cụ thể bảo mật, được cho là phục vụ viên của phòng phục vụ Cục Cảnh vệ Trung ương, cấm cung trong nhà sau khi kết hôn với Vương, rồi làm nội trợ toàn thời gian (full-time housewife).

## Quan điểm chính trị
Vương Hỗ Ninh cho rằng: 
- "Tiến hành cải cách thể chế chính trị và thúc đẩy chính trị dân chủ, cần phải có sự lĩnh đạo chính trị thống nhất và ổn định".
- "Lấy dân chủ trong Đảng lôi kéo và thúc đẩy dân chủ toàn xã hội".
- "Thể chế chính trị nhất định cần phải thích ứng với điều kiện văn hoá – xã hội – lịch sử nhất định", "không thể dời hoa ghép cây, cũng không thể tiến hành kéo gốc lúa non lên cho lúa mau lớn". (thành ngữ "dời hoa ghép cây" chỉ việc làm xảo trá, đổi trắng thay đen; thành ngữ "kéo gốc lúa non lên cho lúa mau lớn" tương đương với truyện kể "Kéo cây lúa lên" [9] đều chỉ sự nóng vội, đốt cháy giai đoạn, không theo quy luật phát triển của sự vật nên thất bại).
- "Cải cách thể chế chính trị không thể vượt quá điều kiện của giai đoạn bản quốc hiện tại".
- "Phải lấy lực sinh sản phát triển làm trục trung tâm để phát triển chính trị dân chủ, chỉ có như vậy, phát triển chính trị dân chủ mới hữu hiệu".

## Tác phẩm
- Phân tích chính trị tương đối (比较政治分析)
- Logic chính trị – nguyên lí chính trị học Mác-xít (政治的逻辑——马克思主义政治学原理)
- Mĩ Quốc phản đối Mĩ Quốc (美国反对美国), tác phẩm phê phán hệ thống chính trị xã hội nước Mĩ[3].
- Nhân sinh trong chính trị (政治的人生)
- Khái quát chính trị học mới (新政治学概要)
- Phân tích chính trị học phương Tây đương đại (当代西方政治学分析)
- Thiệt chiến ở thành phố sư tử (狮城舌战)